# 阿瀬泰次郎
阿瀬 泰次郎（あせ たいじろう　2月13日　-　1945年7月30日）は、日本の元アマチュア野球選手。和歌山県出身。

## 来歴・人物
海南中学（現・和歌山県立海南高等学校）在学中は、甲子園に3回出場（春2回〔1934年,1935年〕、夏1回〔1934年〕）。1934年春の大会では中堅手として、チームのベスト4入りに貢献した。内外野どこでも守ることが出来るユーティリティプレイヤーだった。（実際、1934年夏は右翼手。1935年春は三塁手として出場した。）
卒業後は明治大学でプレーした。大学卒業後応召され、終戦直前の1945年7月30日にフィリピン　ミンダナオ島で戦死した。
2011年に彼の遺品が、靖国神社内の遊就館で開かれた平成23年特別展「スポーツと靖国神社―スポーツと共に生きた英霊たち―」にて展示された。また、東京ドーム内の野球殿堂博物館にある戦没野球人モニュメントに彼の名が刻まれている。